# Operatore turistico
Un operatore turistico (in lingua inglese: tour operator) è un'impresa commerciale che vende, sviluppa o semplicemente assembla pacchetti turistici, generalmente inclusivi di pernottamenti alberghieri e/o trasferimenti (per esempio biglietti aerei), polizze assicurative, pernottamenti, e altri servizi in loco (nel caso in cui tutti i servizi siano compresi nel pacchetto, compresi pasti e bevande, si parla in genere di un trattamento tutto compreso).
Tra l'operatore e il cliente assolve in genere la funzione di intermediario un'agenzia di viaggi rivenditrice. Il cliente poi, acquistando questo "pacchetto" nell'agenzia di viaggi, usufruirà di tali servizi (biglietteria aerea, alberghi, servizi turistici forniti da agenzie locali e così via); i grandi operatori sono talvolta anche fornitori dei servizi stessi (per esempio, alcuni operatori possiedono villaggi turistici o alberghi, o sono compagnie aeree).

## Normativa italiana
Le agenzie di viaggio che producono pacchetti tutto compreso, definite dalla legge organizzatrici di viaggi, sono comunemente indicate come operatori turistici (o tour operator), anche se tale denominazione non è presente nella normativa. Nella maggior parte delle regioni devono essere in possesso di un'apposita autorizzazione.
La denominazione di operatore turistico non è presente nella normativa italiane e non è quindi giuridicamente definita. Nella normativa si parla solo di agenzie di viaggio e turismo, alle quali si attribuisce una duplice funzione: di organizzazione (operazioni turistiche) e di intermediazione. D'altronde si tratta di un termine di introduzione relativamente recente in Italia. Fino alla metà degli anni Settanta gli organizzatori di viaggi venivano chiamati grossisti, termine che era posto in contrapposizione con quello di dettaglianti, con cui erano identificate le agenzie rivenditrici (oggi definite anche agenzie di viaggio).
Questa distinzione nasceva dal fatto che in Italia i viaggi offerti al pubblico erano assemblati con una logica di agenzia, che si limitava ad acquistare i servizi che poi venivano rivenduti ai clienti, senza assumere rischi imprenditoriali tipici delle grandi aziende del nord Europa, che, già nel dopoguerra, operavano con catene di charter e acquisivano hotel nelle destinazioni di loro interesse.
Quindi, il tour operator, identifica come un'impresa con struttura operativa e finanziaria di tipo industriale specializzata nell'organizzazione di viaggi-vacanze preconfezionati, offerti sul mercato e venduti tramite le agenzie dettaglianti nel ruolo di intermediarie e di punto d'incontro tra domanda ed offerta turistica ed alle quali perciò viene corrisposta una provvigione.
Gli operatori turistici possono essere variamente classificati. Dal punto di vista dell'area geografica in cui operano si possono distinguere:
- gli operatori turistici specializzati nei viaggi "in uscita" (outgoing), cioè nell'organizzazione di viaggi all'estero (turismo emissivo);[3]
- gli operatori turistici che si occupano di viaggi "in entrata" (incoming), organizzando viaggi verso il loro paese destinati a una clientela estera (turismo ricettivo);[3]
- gli operatori turistici nazionali, che producono viaggi interni al loro paese per una clientela del paese stesso;
- i ricettivisti, che organizzano servizi per i turisti in arrivo nelle località turistiche dove hanno sede;
- gli agenti generali, che organizzano viaggi su determinate aree per conto di compagnie aeree o di enti pubblici, non in possesso dell'autorizzazione necessaria.

Un tipo di classificazione può riguardare il tipo di prodotto che gli operatori turistici organizzano, e, da questo punto di vista, si hanno gli specialisti nei soggiorni al mare, gli specialisti della montagna, quelli che si occupano di viaggi-avventura, quelli che producono vacanze-studio, quelli specializzati per viaggi dei giovani, quelli che producono viaggi per anziani.
Dal punto di vista della tipologia dei prodotti che forniscono e del loro rapporto con il mercato si possono distinguere:
1. t.o. intermediari;
2. t.o. autori;
3. t.o. vuoto per pieno.

Gli operatori turistici intermediari, possono essere definiti in questo modo i tour operator che producono viaggi nei quali prevale l'attività di intermediazione e nei quali l'aspetto organizzativo e creativo ha scarso peso. Costituiscono la grande maggioranza dei t.o. e dei prodotti venduti.
Gli operatori turistici autori. Il viaggio, nella fantasia del turista, è qualche cosa di più di un passaggio aereo più un albergo. Nel caso sopra indicato il t.o. si limita a fornire gli elementi-base sui quali è il viaggiatore a costruire il proprio viaggio. In altri casi il t.o. fornisce tutto il viaggio, organizzandone l'intero itinerario, togliendo al turista qualsiasi onere, creando un prodotto completo, che invita il consumatore ad acquistare ed assaporare così com'è. Nel primo caso il t.o. si limita ad aiutare il viaggiatore, evitandogli alcune incombenze fastidiose (prenotazioni, acquisto biglietti ecc.). In questo caso lo si invita a farsi portare laddove non sarebbe in grado di andare per conto proprio, perché non ha le informazioni e l'esperienza che gli consentano di farlo. Si può pertanto parlare di tour operator che sono autori, che creano un prodotto.
Gli operatori turistici vuoto per pieno, quelli che operano in questo modo non si distinguono per il tipo di viaggio che propongono, ma per come lo organizzano. I tour organizer sono gli organizzatori di viaggi di gruppo su domanda. Possono essere sia tour operator sia agenzie di viaggio che operano prevalentemente come intermediarie.
Occorre però distinguere gli operatori turistici in:
1. Gli operatori turistici di piccole dimensioni: questi non hanno bisogno di un elevato “patrimonio fisso” ed il “capitale circolante”, tende ad “autoalimentarsi” in quanto la produzione dei servizi che vanno a comporre il “pacchetto” viene per lo più sostenuta dai vari fornitori attraverso i propri finanziamenti. È questa la caratteristica della maggior parte dei O.T. italiani. Inoltre una accurata gestione della liquidità derivante dall'anticipazione delle “entrate” sulle “uscite” può determinare un “utile finanziario aggiuntivo”. Una tale favorevole situazione di equilibrio finanziario può però, in certi casi, venir alterata se il O.T. si trova nella condizione di dover concedere ai clienti talune “dilazioni” di pagamento o se, non essendosi ancora affermato sul mercato, deve effettuare degli “anticipi” ai fornitori. Tali ipotesi porterebbero alla necessità di reperimento di capitali proprio o di terzi, dietro pagamento, in questo secondo caso, di un tasso di interesse.
2. Gli operatori turistici di medio-grandi dimensioni: in Italia si sta osservando che:

- gli operatori turistici di grandi dimensioni stanno cercando di aumentare ulteriormente la loro dimensione aziendale direttamente e/o attraverso “fusioni” con altri operatori di settore (O.T. vettori aerei, hotel…)
- i medi O.T. o si stanno specializzando su alcune destinazioni particolarmente appetibili o cercano di coalizzarsi tramite accordi di “gruppo”, di “consorzio” ed altro al fin di diventare più competitivi sul mercato dei viaggi.

Tale fenomeno legato all'espansione aziendale è stato fortemente accentuato dall'apertura delle frontiere (mercato U.E.) che ha messo gli operatori turistici italiani in diretta concorrenza con quelli dei paesi europei notoriamente di dimensioni ben più ampie e quindi con la possibilità di vendere gli stessi “prodotti” a prezzi più bassi.